# Search Generative Experience
Search Generative Experience（サーチ・ジェネレイティブ・エクスペリエンス、SGE)は、米国の大手ICT企業Google（正式名称Alphabet Inc.の子会社）が開発した生成AI技術。
検索エンジンやGoogleサービスにおいてユーザーの質問に対して詳細な回答を提供することを目的としている。

## 概要
Googleは、2023年5月10日にSGE（Search Generative Experience）の技術を発表し、Microsoft社の「新しいBing」（Bing AI Chat）等に対抗する姿勢を示した。この技術は、Googleが開発する検索エンジンのAI強化版であり、ユーザーの検索体験を向上させることを目指している。

## 歴史
Googleは、従来から検索クエリーの理解や関連性の高い結果の評価など、多くの検索機能でAI技術を活用してきた。しかし、大規模言語モデルや生成AIなどの新たな能力の登場により、リアルタイムに情報をまとめてテキストとして提供するという機能が劇的に拡大し、同社はライバルMicrosoft社等に対して大幅に遅れを取っていた。SGEは、そのような遅れを取り戻し、新たな能力を実現するために開発された。

## 2022年12月Google「コードレッド」を宣言
特に2020年から2023年にかけて、生成AI技術の進化により、検索エンジンの能力は大幅に拡大した。Googleは既に検索クエリーの理解や関連性の高い結果の評価など、多くの検索機能でAI技術を活用してきた。また、検索エンジンというカテゴリーとは全く違うカテゴリーに属するが、AIのディープラーニングという分野において、GoogleはTensorFlowという画期的な技術を開発し、Pythonプログラミングのライブラリとして必要不可欠な地位を確立し、ディープラーニングといえばGoogleの独走的な体制さえ出来上がりかけていた。しかし、大規模言語モデルや生成AIの登場により、テキストの生成や情報のまとめ付けといった新たな機能が要請されるようになった。そのようなWeb検索の生成AI化という現象においては、GoogleはChatGPT等に大幅に遅れを取っていた。2022年12月、GoogleはChatGPTの登場について「事業に対する深刻な脅威への警戒を示すコードレッド」と宣言した。[Google's management has reportedly issued a 'code red' amid the rising popularity of the ChatGPT AI. https://www.businessinsider.com/google-management-issues-code-red-over-chatgpt-report-2022-12]。
Googleが発した厳戒「コードレッド」https://www.nikkei.com/article/DGXZQOUB030GE0T00C23A3000000/。

## Google I/O 2023
2023年5月10日、Google I/O 2023が開催された。Google I/O 2023は、Googleが開催する開発者向けのカンファレンスである。このイベントでは、Googleが提供する最新の技術やサービスについての情報が発表され、SGE(Search Generative Experience)もこのカンファレンスで発表された。A look at what’s next for AI and Google Search | Google I/O 2023. https://www.youtube.com/watch?v=dVsiusLQy5Q
グーグル、生成AIににじむ危機感。日本経済新聞https://www.nikkei.com/article/DGKKZO70919350R10C23A5EA1000/

## 特徴
SGEは、ユーザーが検索した情報を整理し、有益な出発点を提供することを目指している。従来の検索エンジンが提供してきた「10個の青色リンク」の検索結果とは異なり、SGEによってユーザーはより具体的な情報を提供されるようになるとされる。

## 影響
SGEの発表は、検索エンジン技術に新たな息吹をもたらすものとして注目されている。Googleが従来提供してきた「10個の青色リンク」の検索結果とは異なり、SGEによってユーザーはより具体的な情報を提供されるようになるとされる。また、2023年にはOpenAI社の「GPT-4」やMicrosoft社の「新しいBing」（Bing AI Chat）などの生成AIが社会現象となり、Googleに対しても大きな影響を与えた。SGEは、このような競争環境の中で、Googleがユーザーの期待に応えるために重要な一歩を踏み出したものと言えるだろう。

## BardとSearch Generative Experience
Bardは、Googleが開発中の大規模な言語モデルで、情報量が多く、包括的であるように訓練された会話型AIである。Bardは、大量のテキストデータで訓練され、さまざまなプロンプトや質問に対してコミュニケーションをとり、人間のようなテキストを生成することができる。例えば、事実に基づいたトピックの要約を提供したり、ストーリーを作成したりすることができる。それに対して、SGE(Search Generative Experience)は、生成AIを使って質問に対する答えを生成する新しい検索エンジンである。まだ開発中だが、情報検索の方法に革命を起こす可能性を秘めていると、Google側は言う。しかし、新しいBing（Bing AI Chat）と同じカテゴリーに属し、新しいBing（Bing AI Chat）と同じように、いまだ開発途上であり、誤った回答や誤ったWebページを平然と回答してくるので、要注意である。BardとSGEの主な違いは、Bardが基本的にチャットボットであるのに対し、SGEは検索エンジンであることである。Bardは人と会話をするために設計されており、SGEは情報を検索するために設計されている。